# Vilarinho dos Freires
Vilarinho dos Freires es una freguesia portuguesa del concelho de Peso da Régua, con 8,32 km² de superficie y 1.013 habitantes (2001). Su densidad de población es de 121,8 hab/km².